# Excalibur (catch)
Pour les articles homonymes, voir Excalibur (homonymie).
Marc Letzmann (né le 16 juillet 1980), plus connu sous son nom de ring Excalibur, est un catcheur américain à la retraite et consultant sportif pour la All Elite Wrestling (AEW). Il est l'un des six fondateurs de la Pro Wrestling Guerrilla (PWG), où il continue à travailler en tant qu'« agent de liaison du conseil d'administration ». Après avoir pris sa retraite de la compétition en 2007, il devient le principal commentateur de la fédération.

## Carrière dans le catch

### Début de carrière
Alors qu'il écrit pour un site internet sur les jeux vidéo de catch, Excalibur rencontre Super Dragon en ligne. En chattant, les deux deviennent amis et cela a contribué à lancer le début de la carrière d'Excalibur. Après avoir passé un an à l'université, Excalibur choisit de déménager en Californie pour commencer sa carrière et aussi travailler dans sa profession à plein temps, le graphisme. Il dit avoir vu une opportunité à la Revolution Pro Wrestling (en) qui l'a motivé à quitter sa ville natale de Détroit. Après avoir déménagé en Californie à la fin de l'année 1999, Excalibur passe six mois dans le garage de Super Dragon, jusqu'à ce qu'il loue finalement son propre logement.

### Pro Wrestling Guerrilla(2003–2008)
Excalibur est l'un des six propriétaires de la Pro Wrestling Guerrilla (PWG), basée en Californie du Sud, et est collectivement connu comme l'un des « PWG Six », en référence à sa contribution à la création de la société. Lors de la première émission de la PWG, il bat Chris Bosh. Peu de temps après, Excalibur devient membre de l'écurie SBS avec Super Dragon et Disco Machine (en). Avec SBS, Excalibur et Super Dragon remportent le championnat par équipe des mains de Quicksilver et de Chris Bosh. Ils deviennent la première équipe de l'histoire de PWG à défendre avec succès le titre, mais ils les perdent face à Joey Ryan et Scott Lost.
Lors de All Nude Revue, quelqu'un déguisé en Super Dragon attaque le vrai Super Dragon après un match. Le 13 mai lors de Jason Takes PWG!, il est révélé qu'Excalibur était le cerveau des attaques sur Super Dragon et que Kevin Steen était l'attaquant. Excalibur devient heel. Après avoir trahi Super Dragon, Excalibur le vainc dans un Guerrilla Warfare Match. Après le match, Disco Machine se rend sur le ring pour aider Super Dragon. Le 11 juin lors de Guitarmegeddon, Disco Machine fait équipe avec Super Dragon dans un effort perdant face à Excalibur et Kevin Steen. Après le match, Disco trahit Dragon et s'unit à Excalibur et Steen, les trois se faisant désormais appeler le « nouveau » SBS,. Le 9 juillet, lors de Bicentennial Birthday Extravaganza, le nouveau SBS bat Dragon, El Generico et Human Tornado dans un match à élimination par équipe à six. Lors de la deuxième partie de l'événement la nuit suivante, Excalibur et Disco ne sont pas été en mesure de gagner le match éliminatoire à quatre équipes pour devenir le prétendant numéro un après que Generico ait fait le tombé sur Disco. Lors de Zombies Shouldn't Run le 10 août, Excalibur et Disco embauchent un « apprenti » s'appelant Ronin, et déclarent qu'il fera face à un test pour voir s'il serait autorisé à rejoindre le groupe. Après que les adversaires prévus du SBS, Los Luchas, ne soient pas apparus, le SBS et Ronin s'affrontent et vainquentl'équipe de Top Gun Talwar, Hook Bomberry et Mr Excitation. Lors du tout premier Battle of Los Angeles, le SBS et Chris Sabin perdent contre Talwar, Bomberry et Human Tornado. Cependant, le SBS remporte la deuxième partie de l'événement la nuit suivante, lorsqu'avec Ronin, ils affrontent Sabin, Bomberry et TJ Perkins. Lors de la deuxième partie de All Star Weekend 2: Electric Boogaloo le 20 novembre 2005, le SBS affronte Super Dragon et Davey Richards pour le championnat du monde par équipe, mais perd le match. Lors de la première nuit de Battle of Los Angeles le 2 septembre 2006, Excalibur prend part à un match à quatre avec éliminations pour le championnat du monde qui comprend Petey Williams, Human Tornado et le champion de l'époque Joey Ryan. Après avoir éliminé Williams, Excalibur est éliminé du match par Ryan lorsque Williams porte un piledriver sur Excalibur. En mai 2008, à la fin du spectacle DDT4 Night One, le fils de Steen, alors âgé de six mois, apparait dans un segment avec Excalibur, dans lequel Excalibur le qualifié de « laid ». Cela énerve Steen qui porte trois Steen à effectuer trois package piledrivers consécutifs sur Excalibur, avant de placer son fils sur Excalibur pour le tombé.

### Circuit indépendant, retraite et retour à la PWG (2005-2018)
En plus de la PWG, Excalibur a commencé à travailler pour diverses autres promotions. À la Combat Zone Wrestling (CZW), il commence à lutter principalement dans des matchs par équipe avec Super Dragon avant de se séparer. Excalibur se joint rapidement à Beef Wellington et le duo devient comique, mais populaire,sous le nom de Team Masturbation. À la CZW, Excalibur entre en courte rivalité avec Larry Sweeney, qui culmine à Cage of Death 7, où ils ont un « match inter-promotion », dans lequel ils s'accusent par promos interposées avant l'affrontement. En plus de son travail dans cette fédération, Excalibur se produit à la Ring of Honor, où il lutte contre Super Dragon lors du spectacle Do or Die en 2004, ainsi qu'à la Chikara, où il travaille jusqu'à son dernier match en 2006. Après son dernier match professionnel en 2007, il retourne à la PWG et est devient le « Commissaire à l'alimentation et aux boissons », qui est ensuite rebaptisé « Agent de liaison du conseil administration », ainsi que le principal commentateur. En 2011, dans un épisode du podcast Art of Wrestling de Colt Cabana, Excalibur déclare que la raison de sa retraite était due à la crainte que les traumatismes crâniens qu'il a subis au cours de sa carrière ne lui fassent perdre des années de sa vie ou que son cerveau commence à se détériorer à un âge précoce.
Le 13 juillet 2018, il est annoncé qu'Excalibur commentera l'émission All In avec Don Callis, Sean Mooney, Ian Riccaboni, Alicia Atout, Justin Roberts et Bobby Cruise. En décembre, il est également le consultant sportif pour la New Japan Pro-Wrestling.

### All Elite Wrestling(2019-présent)
Excalibur est annoncé dans le cadre de l'équipe de commentateurs de la All Elite Wrestling (AEW) lors de l'épisode 10 de The Road to Double or Nothing, qui a été diffusée le 10 avril 2019. Le vice-président exécutif de l'AEW, Cody Rhodes, a déclaré que, la première fois qu'il a vu Excalibur et le masque, « Je ne pense pas que je l'avait vraiment compris, mais, si vous regardez à nouveau All In, il était vraiment l'ancre de cette émission. Je comprends définitivement maintenant. »  Excalibur fait partie du flux en direct sur internet de la fête d'annonce de billets Double or Nothing de Las Vegas puis prend part aux commentaires du pré-show Buy In de Double or Nothing , où il fait du play-by-play. Excalibur, avec Jim Ross et Tony Schiavone, commentent les matchs de l'émission Dynamite.

## Palmarès
- DDT Pro-Wrestling
  - Ironman Heavymetalweight Championship (1 fois)[20]
- Pro Wrestling Guerrilla
  - PWG World Tag Team Championship (1 fois) - avec Super Dragon (1)[21],[22]
- Pro Wrestling Illustrated
  - Classé 334e du classement PWI 500 en 2006[23]
- Wrestling Observer Newsletter
  - Meilleur annonceur à la télévision en 2020

### Résultats deLuchas de Apuestas
| Vainqueur (enjeu)  | Perdant (enjeu)      | Lieu                    | Spectacle | Date             | Notes et sources |
| ------------------ | -------------------- | ----------------------- | --------- | ---------------- | ---------------- |
| Excalibur (masque) | Chris Bosh (cheveux) | Los Angeles, Californie | Spectacle | 13 décembre 2003 | [ 24 ]           |